# 애니메이션

로토스코프로 움직이는 말의 모습.

애니메이션(영어: animation)은 여러 장의 화면을 연속촬영 하고, 조작하여 화면이 움직여 보이게 만든 영화의 한 일종이다. 이 용어는 "살아있는"을 뜻하는 라틴어 낱말 anima에서 비롯하였다. 간단히 동화(動畵)라고도 부른다. '만화'나 '동화'는 그림의 의미를 갖고 있으나, 각 장면은 그림이 아닐 수 있다. 3차원 모델링을 통해 컴퓨터 화면상으로 재현된 영상의 경우도 애니메이션에 포함된다.
대한민국에서 애니메이션에 관심이 많은 사람들 사이에서는 애니라고 짧게 표기하기도 하며 일본에서는 아니메(アニメ)로 줄여 부르거나 도가(일본어: 動画, 동화)라고 말한다. 외부적으로는 일본에서 만드는 애니메이션을 일본(Japan)과 애니메이션(animation)의 합성어인 재패니메이션(Japanimation)으로 부르기도 한다.

## 기원 및 발전
초기 애니메이션은 배경에 그림을 그려 움직이게 하는 셀 애니메이션이 대부분이었다, 그러나 기술의 발전과 함께, 찰흙이나 모형 등의 피사체를 조금씩 변형하여 각 장면을 촬영하는 스톱모션 애니메이션이 생겼고, 컴퓨터의 발전과 함께 프로그램으로 등장인물의 각 동작과 배경을 구현하는 3D 애니메이션이 발전하였다. 하지만 특수한 분야를 제외하고는 아직까지는 2D의 셀 애니메이션만을 쓰거나, 3D와 셀을 조합하여 사용한다.

## 종류

### 유통 형태
애니메이션은 유통 형식에 따라 다음과 같이 나눌 수 있다.
- TV에서 방영하기 위한 목적으로 TV 시리즈가 제작되며, 일본에서는 보통 25분 정도의 시간으로 1주일에 한 편씩 13주간 방송할 수 있는 분량을 한 단위(쿨,기)로 하여 방송한다.
- 일본에서 영상 매체(DVD, VHS, LD, 블루레이 디스크 등)에 담겨 판매 혹은 대여되는 OVA(혹은 OAV)가 있으며, 한 편의 길이는 TV시리즈와 비슷하나 전체 분량은 유동적이다.
- 극장에서 상영할 목적으로 제작되는 극장용 애니메이션이 있다. 자금과 노력이 많이 투자되어 일반적으로 세 가지 형식 중 가장 완성도가 높다. 극장에서 상영할 목적으로 제작되었으나 극장에서 개봉을 하지 못하고 (VHS, DVD, 블루레이 디스크 등)으로 출시된 애니메이션도 있다. 주로 비디오용 애니메이션으로 분류되기도 한다.

### 제작 기법
- 셀 애니메이션 - 필름에 그림을 그려넣고 사진을 찍어 각 장면을 완성하는 방법이다.
- 클레이 애니메이션 - 찰흙으로 만든 모형을 프레임에 맞게 조금씩 움직인 후 사진을 찍는 방법이다.
- 페인트 온 글라스 애니메이션 - 일반적으로 종이 위에 그리는 것이 아닌 유리판 위에 바로 물감으로 색을 입혀, 그 유리판을 한장씩 촬영하여 만드는 애니메이션 기법이다.
- 컴퓨터 애니메이션 - 모든 작업을 컴퓨터 소프트웨어로 화상 처리하는 2D 및 3D 애니메이션이다. 그림을 그리기 위한 도구로 사용하기도 하며, 3차원 모델을 이용하기도 한다. 플래시가 가장 좋은 예이다.
- 스톱 모션 애니메이션 - 사진기로만 그림이나 광경을 몇분이나, 소수의 차이가 보이도록 찍어, 한꺼번에 연결시켜 매끄러운 움직임을 만드는 방법이다.

이 외에도 페이퍼 애니메이션, 모래 애니메이션 등 다양한 제작 기법이 있다.

## 창작 경로
현재 애니메이션은 다양한 소스들을 바탕으로 창작되고 있다. 성격상 가장 유사한 만화에서 제작되는 경우가 많지만, 소설을 바탕으로 제작하는 경우도 있고, 자체적으로 창작하여 제작되는 경우도 많다. 그 외에 게임을 바탕으로 제작되는 경우도 있다.

## 캐릭터 애니메이션
캐릭터를 표현하는 방법은 결국 애니메이션 기법과 밀접하게 연관되어 있고, 독자들이나 필자가 디자이너라면 캐릭터를 미술이나 예술적인 관점으로 보았다. 프로그래머에게 캐릭터란 결국 메시들의 집합일 뿐이다. 이런 메시들의 집합을 어떤 애니메이션 방식과 결합시키는 것이 캐릭터의 표현 방식과 한계가 정해져 있다.

## 애니메이션 시청자에게 일어나는 심리현상
- 투사

심리현상 중 하나인 투사는 지니고 있을 법한 자신의 측면을 타인의 것으로 생각하거나 혹은 타인이 지닌 자신의 측면을 혐오하는 것이다.
애니메이션 등장인물의 태도나 특성이 보기 언짢다면 그 캐릭터는 자기 내면의 모습일수도 있고 가정된 상황에서 드러날 수 있는 본인의 측면 중 하나일 수 있다.
- 감정전이

전이는 특정 상황에 각별한 정서가 느껴지는 것이다.
애니메이션 장면의 유사 요소가 많은 상황이 찾아오면 해당 애니메이션 장면을 보면서 느꼈던 정서가 그 실제 상황에 반영돼 느껴진다.

## 같이 보기
- 미국의 애니메이션
- 일본의 애니메이션
- 만화
- 영화